# L’Œil du Sahel
L’Œil du Sahel est un tri-hebdomadaire camerounais qui s'intéresse spécifiquement au régions du Nord du pays, et y possède un réseau de correspondants.

## Historique
Le journal L'Oeil du Sahel a été fondé en 1997 par Guibai Gatama. Au départ hebdomadaire, il devient bi-hebdomadaire en 2013. En 2019, il devient tri-hebdomadaire.

## Ligne éditoriale
Ayant pour directeur de publication  Guibaï Gatama, L’Oeil du Sahel s'intéresse à l'actualité des trois régions du nord du Cameroun, l'Adamaoua, le Nord et l'Extrême-Nord. Il est un journal d'opinion qui rapporte régulièrement les frustrations des populations locales. Le journal s'est spécialisé sur la chroniques des attaques de Boko Haram dans l’Extrême-Nord du Cameroun.
En 2022, Nadine Ndjomo est rédactrice en chef du journal.